# دهکهان
دهکهان، شهری در بخش مرکزی شهرستان کهنوج در استان کرمان ایران است.

## جمعیت
بر پایه سرشماری عمومی نفوس و مسکن در سال ۱۳۹۵، جمعیت شهر دهکهان برابر با ۳٬۷۸۷ نفر (۱٬۱۰۵ خانوار) بوده است